# Cirion
En el universo imaginario de J. R. R. Tolkien y en la obra Cuentos inconclusos, Cirion es el duodécimo Senescal Regente de Gondor. Nacido en el año 2449 de la Tercera Edad del Sol, es hijo de Boromir de Gondor, y sucedió a su padre en el 2489 de la Tercera Edad. Su nombre es sindarin, y puede traducirse como «señor de los barcos».

## Historia ficticia
Cirion estaba preocupado por lo que sucedía en su Frontera Norte y pensaba permanentemente como evitar que desde allí se proyectara otro peligro para Gondor. Por ello, trató de reforzar las defensas de esa región de Gondor con algunas medidas precautorias: envió hombres para ocupar los abandonados fuertes de los codos del Anduin y envió exploradores a vigilar la región que se extendía entre el Bosque Negro y Dagorlad. 
Así pues, a finales del año 2509 T. E. toma conocimiento de que su frontera norte está amenazada, por un numeroso pueblo de Hombres del Este conocido como los balchoth. Dada la precaria situación militar del reino, por los permanentes ataques de los Corsarios de Umbar, Cirion decide enviar un pedido de ayuda a los éothéod para que le ayuden a contener a estos invasores. Para ello envía mensajeros a los valles del Anduin. De los seis que parten de Gondor solo uno puede llegar con vida, Borondir, quien contacta con Eorl el Joven y este decide ponerse al frente de su éoherë y acudir en auxilio de sus antiguos aliados.
En abril del año 2510 T. E. se produce la Batalla de los Campos de Celebrant en donde los balchoth son derrotados por las fuerzas combinadas de Eorl y de Cirion. Luego de la batalla Cirion se dirige, con un pequeño séquito de caballeros de Gondor y acompañado por Eorl y su éored, hasta el río Glanhir. Allí se despide del rey de los éothéod, encomendándole el cuidado de Calenardhon y con la promesa de volver a reunirse allí al cabo de tres meses.
Al llegar a Minas Tirith reúne a servidores de confianza y los instruye para que se dirijan al Bosque de Firien a abrir el viejo sendero al Halifirien, dejando la entrada al mismo, cubierta de malezas para que nadie se atreviera a subir hasta la cima.
Pasados los tres meses previstos Cirion partió, acompañado por su hijo Hallas, el Príncipe de Dol Amroth y dos miembros de su consejo, a encontrarse con Eorl (y tres de sus lugartenientes) en las orillas de la Corriente del Meiring. Juntos se dirigieron hacia el bosque y subieron por el sendero hasta la cima del Halifirien donde se encontraba la tumba de Elendil. Una vez allí y tomando su bastón de mando, dijo: «he resuelto ofrecer a Eorl, hijo de Léod, Señor de los Éothéod, en reconocimiento del valor de su pueblo y de la ayuda que dispensó a Gondor en momentos de extremada necesidad, cuando ya no quedaban esperanzas. A Eorl daré, como libre don, toda la gran tierra de Calenardhon desde el Anduin hasta el Isen». Luego ambos pronunciaron un juramento y así nació el reino de Rohan.
Cirion siguió gobernando en Gondor durante 57 años más y el reino entró en un período de relativa paz. Muere en el año 2567 T. E., cuando contaba con 118 años y es sucedido por su hijo Hallas.